# Chalkanoras Idaliu
Chalkanoras Idaliu (nowogr. Χαλκάνορας Ιδαλίου) – cypryjski klub piłkarski mający swoją siedzibę w Dali. Występuje w Protathlima B’ Kategorias, drugim najwyższym szczeblu piłkarskim na Cyprze.

## Historia
Klub Chalkanoras Idaliu został założony w 1948. W sezonie 1975/1976 wygrali rozgrywki Protathlima B’ Kategorias i pierwszy raz w swojej historii awansowali do Protathlima A’ Kategorias. Debiutancki sezon zakończyli na 12. miejscu utrzymując się tym samym w lidze. W następnym zajęli szesnaste, czyli ostatnie miejsce, przez co spadli z ligi.

## Stadion
Chalkanoras Idaliu rozgrywa swoje mecze na Stadionie Chalkanoras.

## Skład
Stan na 8 grudnia 2024
| Nr | Poz. | Piłkarz                                                 |
| -- | ---- | ------------------------------------------------------- |
| 3  | OB   | Dimitris Awram                                          |
| 5  | OB   | Ramzi Toure Idrissou                                    |
| 6  | PO   | Joanis Kozis                                            |
| 7  | OB   | Andreas Jaluris                                         |
| 8  | PO   | Stefanos Michael                                        |
| 9  | NA   | Christos Jordanidis                                     |
| 10 | PO   | Wasilis Kurtidis                                        |
| 11 | NA   | Konstandinos Antimu (wypożyczony z Omonii Aradipu)      |
| 12 | NA   | Adama Diamé                                             |
| 13 | NA   | Luke John Tunnah (wypożyczony z Nea Salamina Famagusta) |
| 14 | OB   | Anderson Otumfour                                       |
| 20 | PO   | Dimitris Irodotu                                        |
| 21 | OB   | Andreas Joanu                                           |
| 23 | PO   | Andreas Ksinisteris                                     |

| Nr | Poz. | Piłkarz                            |
| -- | ---- | ---------------------------------- |
| 24 | PO   | Dimitris Wurkos                    |
| 29 | NA   | Kiprianos Irakleus                 |
| 31 | BR   | Panagiotis Dumis                   |
| 32 | OB   | Charalampos Christu                |
| 34 | OB   | Christoforos Charalampus (kapitan) |
| 35 | NA   | Jorjos Teodosiu                    |
| 38 | BR   | Michalis Frangeski                 |
| 41 | NA   | Christos Nielsen                   |
| 42 | OB   | Andreas Dimitriu                   |
| 96 | PO   | Marcolino Neto                     |
| 99 | BR   | Álvaro Ramalho                     |
|    | BR   | Grigoris Dimu                      |
|    | PO   | Andreas Dziutas                    |

## Sukcesy
- Protathlima B’ Kategorias (1x): 1975/1976
- Protathlima C’ Kategorias (2x): 1998/1999[8], 2009/2010[9]